# 王淺秋
王淺秋（1973年8月3日—），臺灣政治人物、新聞工作者。曾任三立電視記者、高雄市政府新聞局局長（第4任）、高雄市政府市政顧問、韓國瑜總統競選辦公室總發言人等。王淺秋目前主持中廣新聞網《千秋萬事》、TVBS頻道《國民大會》、《新聞大白話》、鏡電視《大選鏡來講》等廣電節目。

## 早年
王淺秋生於臺灣臺北縣汐止鎮（現新北市汐止區），曾就讀世界新聞專科學校（現世新大學）編輯採訪科。國立中興大學法商學院公共行政系（今國立臺北大學公共行政暨政策系）學士，國立政治大學EMBA文科資創組碩士。

## 職業生涯
曾任環球電視新聞部記者、中天電視新聞部記者、TVBS新聞部記者、三立電視新聞部記者、六福旅遊集團公關協理、莊福文教基金會副執行長、台北101董事長暨執行長特助、台北101總經理室CSR經理、台北市政府發言人室主任研究員。
2008年擔任台北市政府發言人室主任研究員期間，考察台北市長赴上海市參訪「2010年世界博覽會」見證簽約，並促成「雙城論壇」在2010年正式登場。
2018年12月25日，擔任韓國瑜市府團隊的新聞局長。2019年12月5日辭任，轉任韓國瑜總統競選辦公室總發言人。韓敗選後，王淺秋先往西班牙度假，並說沒有考慮回到高雄市政府工作。
2020年1月13日至6月11日期間，擔任高雄市政府市政顧問。
2020年8月31日起，主持中廣新聞網週一至週五早上8至10點節目《千秋萬事》。
2021年5月，接任TVBS頻道《國民大會》周末主持人。

## 外部連結
- 王淺秋的Instagram帳戶
- 王淺秋的Facebook專頁

| 高雄市政府职务 | 高雄市政府职务                                   | 高雄市政府职务 |
| -------------- | ------------------------------------------------ | -------------- |
| 前任： 張家興  | 高雄市政府新聞局長 2018年12月25日－2019年12月5日 | 繼任： 丁樂群  |